# Louis des Hayes Courmenin
Louis des Hayes, baron de Courmenin, född på 1590-talet, död 1632, var en fransk diplomat.
Courmenin sändes 1624 som franskt sändebud till Danmark, Sverige och Ryssland. 1629 slöt han ett handelsfördrag Ryssland, som garanterade fransmännen vissa handelsförmåner. Vid återkomsten till Frankrike slöt sig Courmenin till Maria av Medici och Gaston av Orléans, och sändes av den förra 1632 till Gustav II Adolf att framföra hennes klagomål över Richelieu. Vid Mainz arresterades dock Courmenin av Hercule de Charnacé, fördes till Frankrike, dömdes och avrättades.